# Licastos
Licastos (en llatí Lycastus, en grec antic Λύκαστος) era una ciutat de Creta que Homer menciona al "Catàleg de les naus" de la Ilíada.
Segons Polibi, va ser conquerida per Cnossos que la va perdre davant d'un atac de Gortina, que al seu torn la va cedir a la ciutat veïna i aliada de Rhaucos. Estrabó diu que al seu temps havia desaparegut. És probablement la moderna Kaenúria.